# Chamicura
Chamicura (Chamicuro, Chamicolo, Chamekolo), indijansko pleme iz sjeveroistočnog Perua u kišnim šumama duž rijeke Huallaga u departmanu Loreto. Čamikure danas broje nešto preko stotinu osoba (123, 1981.; Mora, 1994). Žive od hortikulture, uzgoj yuce, kukuruza, tikava, duhana i drugoga, te lova i ribolova. Glavno im je naselje Pampa Hermosa, u provinciji Alto Amazonas. 
Čamikure su ranije klasificirani u posebnu porodicu unutar Velike porodice Arawakan (Greenberg/McQuown), dok se danas klasificiraju pod Maipuran Arawake. 

## Vanjske poveznice
- Chamicuro
- Indigenous Communities from Peru: Chamicuro  Arhivirana inačica izvorne stranice od 27. rujna 2006. (Wayback Machine)